# The Final Frontier
The Final Frontier (с англ. — «Последний рубеж») — пятнадцатый студийный альбом британской хеви-метал-группы Iron Maiden, релиз которого состоялся 16 августа 2010 года.
Длительность альбома составляет 76 минут и 35 секунд. На момент выхода это был самый длинный альбом группы, в дальнейшем уступив только более поздним альбомам Senjutsu и The Book of Souls.
В поддержку релиза альбома прошло мировое турне под названием The Final Frontier World Tour.
Над обложкой альбома, как и над некоторыми предыдущими, работал Мэлвин Грант.
Уже известный талисман группы, «Эдди», предстает перед фанами в достаточно необычном виде. Маскот Iron Maiden уже можно наблюдать на обложке альбома, а также в новом клипе на первый трек «Satellite 15... The Final Frontier».

## Обзор
Впервые о новом альбоме стало известно в апреле 2009 года, когда Нико МакБрэйн, в интервью Rock Radio, заявил что Iron Maiden уже заказала студию на начало 2010 года.
4 марта 2010 года уже было известно наименование альбома и даты турне группы на лето этого же года.
5 июня, на официальном веб-сайте группы появился счетчик с обратным отсчетом до 12:01 (UTC), 8 июня.
К концу обратного отсчёта появились обложка нового альбома, дата выпуска, и список композиций. Также эта дата была релизом нового сингла, который был доступен для свободного закачивания с сайта, под названием «El Dorado».
13 июля стало также известно что, альбом будет доступен для скачивания через iTunes LP, также выйдет в виде ограниченного коллекционного издания Mission Edition, в котором помимо музыкального альбома, будут содержаться новый клип (Satellite 15… The Final Frontier), интервью, обои, фотографии, игра Mission II: Rescue & Revenge и многое другое.

## Альбом
Альбом стал третьим по счету, наряду с Brave New World и A Matter of Life and Death, в котором Стив Харрис является соавтором 9 песен, и единоличным автором одной («When The Wild Wind Blows»).
Первым синглом с нового альбома стал «El Dorado», который можно было бесплатно скачать с официального сайта уже 8 июня.
9 июля можно было лицезреть тизер клипа на первый трек альбома, «Satellite 15... The Final Frontier». Полноценный клип вышел 13 июля.

### Список композиций
| #  | Оригинальное название            | Перевод                             | Музыка / Слова                          | Время |
| -- | -------------------------------- | ----------------------------------- | --------------------------------------- | ----- |
| 1  | Satellite 15… The Final Frontier | Спутник 15… Последний рубеж         | Эдриан Смит, Стив Харрис                | 8:40  |
| 2  | El Dorado                        | Эльдорадо                           | Эдриан Смит, Брюс Дикинсон, Стив Харрис | 6:49  |
| 3  | Mother of Mercy                  | Мать милосердия                     | Эдриан Смит, Стив Харрис                | 5:20  |
| 4  | Coming Home                      | Возвращение домой                   | Эдриан Смит, Брюс Дикинсон, Стив Харрис | 5:52  |
| 5  | The Alchemist                    | Алхимик                             | Брюс Дикинсон, Стив Харрис, Яник Герс   | 4:29  |
| 6  | Isle of Avalon                   | Остров Авалон                       | Эдриан Смит, Стив Харрис                | 9:06  |
| 7  | Starblind                        | Полуслепец                          | Эдриан Смит, Брюс Дикинсон, Стив Харрис | 7:48  |
| 8  | The Talisman                     | Талисман                            | Стив Харрис, Яник Герс                  | 9:03  |
| 9  | The Man Who Would Be King        | Человек, который хотел быть королём | Дэйв Мюррей, Стив Харрис                | 8:28  |
| 10 | When the Wild Wind Blows         | Когда дует буйный ветер             | Стив Харрис                             | 11:01 |

## Тур

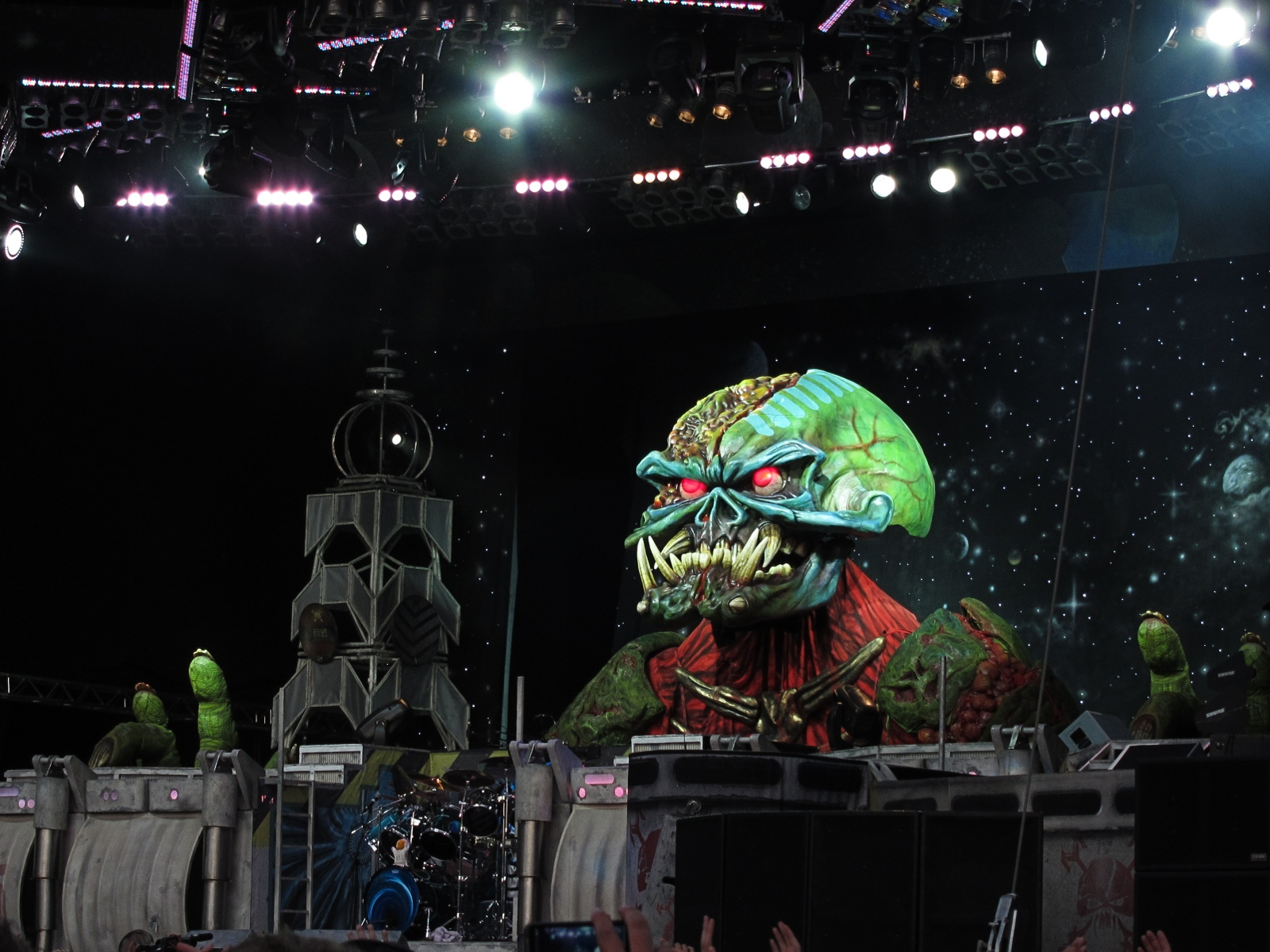
Олимпийский стадион, 8 июля 2011

Тур в поддержку альбома, The Final Frontier World Tour, начался 9 июня с Северной Америки, города Даллас, в США. Далее прошли ещё 25 концертов в основных городах США и Канады. После этого группа начнет тур по Европе, который начнется 30 июля с концерта в Дублине, где сыграет на различных фестивалях. Европейский тур окончится 21 августа в городе Валенсия, Испания.
Вторая часть тура продолжилась выступлением 11 февраля 2011 года концертом в Москве в Олимпийском, на котором присутствовало 16,439 зрителей. А после продолжился концертом 15 февраля 2011 года в Сингапуре в крупнейшем в стране крытом помещении Singapore Indoor Stadium, на котором присутствовало 9,785 зрителей. По данным сайта
Billboard.com на выступлении в Москве Iron Maiden заработали более $2,000,000, а по результатам двух выступлений добились отметки в $3,163,843.

## Сертификации
| № | Страна    | Сертификация | Число продаж |
| - | --------- | ------------ | ------------ |
| 1 | Финляндия | Золотой      | 16 000+      |
| 2 | Швеция    | Золотой      | 20 000+      |
| 3 | Франция   | Золотой      | 50 000+      |
| 4 | Норвегия  | Золотой      | 15 000+      |

## Музыкальные чарты
Альбом является одним из самых успешных за всю историю группы. Он дебютировал более чем в 20 странах на первом месте, в том числе и в Великобритании. А очередной выпуск журнала Billboard выходит с заголовком «Iron Maiden Slays Rivals…», что можно перевести как «Iron Maiden рвёт соперников».
| Страна         | Позиция в чарте |
| -------------- | --------------- |
| Великобритания | 1               |
| Австралия      | 2               |
| Австрия        | 1               |
| Бельгия        | 2               |
| Бразилия       | 1               |
| Болгария       | 1               |
| Венгрия        | 1               |
| Германия       | 1               |
| Греция         | 1               |
| Дания          | 1               |
| Ирландия       | 3               |
| Испания        | 1               |
| Италия         | 1               |
| Канада         | 1               |
| Мексика        | 1               |
| Нидерланды     | 2               |
| Новая Зеландия | 1               |
| Норвегия       | 1               |
| Польша         | 3               |
| Португалия     | 1               |
| Сингапур       | 5               |
| Словения       | 1               |
| США            | 4               |
| Турция         | 3               |
| Финляндия      | 1               |
| Франция        | 1               |
| Хорватия       | 1               |
| Чехия          | 1               |
| Чили           | 1               |
| Швейцария      | 1               |
| Швеция         | 1               |
| Япония         | 1               |

## Участники записи
- Брюс Дикинсон — вокал
- Дэйв Мюррей — гитара
- Эдриан Смит — гитара, бэк-вокал
- Яник Герс — гитара
- Стив Харрис — бас-гитара, бэк-вокал, клавишные
- Нико МакБрэйн — ударные, перкуссия
- Кевин Ширли — продюсер
- Мэлвин Грант — художник